# 수계선생비점맹호연집
수계선생비점맹호연집(須溪先生批點孟浩然集)은 대구 달서구  달구벌대로 1095 (신당동,계명대학교성서캠퍼스)에 있는 조선시대의 책이다. 2011년 2월 25일 대한민국의 보물 제1703호로 지정되었다.

## 개요
『수계선생비점맹호연시집(須溪先生批點孟浩然集)』은 중국 성당기(盛唐期)의 대표적인 자연파 시인(詩人)인 맹호연(孟浩然)의 시집이다. 송말 원초(宋末元初)의 문인인 수계(須溪) 유진옹(劉辰翁)이 비점(批點)을 찍고, 길안(吉安) 사람 성팽(成彭: 字元鼎)이 교정하여 간행한 본을 저본으로 하여, 조선 세종(世宗) 27년(1445)에 남원도호부(南原都護府)에서 목판으로 간행한 것이다.
본문은 맹호연의 시 204 수를 상·중·하 3권으로 분권하여 주제별로 분류 수록하였는데, 상권은 유람(遊覽) 57수, 증답(贈答) 31수, 중권은 여행(旅行) 30수 송별(送別) 36수, 하권은 연악(宴樂) 17수, 회사(懷思) 15수, 전원(田園) 19수가 수록되었다. 주석은 최소한으로 수록하고 있는데, 작은 글씨를 두 줄로 나누어 새겼다.
이 책의 발문에는 본서의 간행배경과 과정이 상세히 기록되어 있는데, 이에 의하면, 전라감사의 막료로 있던 조원복(趙元福)이 1445년에 전라감사 한전 에게 이 책의 간행을 건의하여, 한전과 남원부사 유한생(柳漢生)의 지원하에 인력과 물력을 동원하여 판각하였음이 기록되어 있다. 신자교는 당시 고향인 남원에서 부친의 여묘살이를 하고 있었는데 조원복의 부탁으로 판각용(板刻用) 정서본(淨書本)의 필사를 담당하고 발문까지 쓴 것으로 되어 있다. 한전은 인수대비(仁粹大妃)의 부친인 한확(韓確)의 아우이고, 신자교는 신숙주(申叔舟)의 종형이다.
권말의 발문에 이어서, 刻手朴敏和僧信淡坦□ 冏超學□ /都色前戶長梁□ / 南原都護府刊등, 이 책의 간행에 참여한 이들의 명록(名錄)이 실려 있어서 출판과 관련된 사정의 이해에 도움을 준다.
이 책의 특징은 원(元)나라 판본을 저본으로 하였으면서도, 번각(飜刻)의 방법을 쓰지 않고 직접 판각용(板刻用) 고본(稿本)을 마련하여 독자적으로 간행한 점에 있다.
이에 관련된 사실이 발문에 의하여 분명하게 밝혀져 있다는 점에서, 조선전기의 도서 및 출판사 연구에 중요한 자료가 된다.

## 같이 보기
- 맹호연

## 참고 자료
- 수계선생비점맹호연집 - 국가유산청 국가유산포털